# Dani Alves
Dani Alves, właśc. Daniel Alves da Silva (wym. [ˈdani ˈalvis], ur. 6 maja 1983 w Juazeiro) – brazylijski piłkarz, który występował na pozycji obrońcy. Był najbardziej utytułowanym piłkarzem w historii piłki nożnej (44 trofea).

## Kariera klubowa
Daniel Alves do sezonu 2001–2002 grał w drużynie EC Bahia z rodzimej Brazylii. Od sezonu 2002–2003 grał w hiszpańskiej Sevilli, z którą wygrał Superpuchar Europy w roku 2006. W 2008 roku zmienił barwy klubowe i od sezonu 2008/09 reprezentował zespół FC Barcelona. Kwota transferu wyniosła 29,5 mln euro plus ewentualne premie za wyniki (kwota mogła maksymalnie wynieść 35,5 mln). Tym samym stał się najdroższym obrońcą zakupionym przez klub z Primera División. W 2013 roku, kiedy z Érikiem Abidalem nie przedłużono kontraktu, aby oddać mu hołd Brazylijczyk zrzekł się dotychczasowego numeru na koszulce (2) i zaczął występować w koszulce z numerem Francuza (22).
W 2016 r. podpisał roczny kontrakt i został zawodnikiem Juventusu. W 2017 r. przeszedł do francuskiego Paris Saint-Germain. 1 sierpnia 2019 r. na zasadzie wolnego transferu trafił do São Paulo Futebol Clube. 12 listopada 2021 r. wrócił do FC Barcelony i do końca sezonu 2021/22 rozegrał dla swojego byłego klubu 14 meczów, strzelając 1 bramkę.
Latem 2022 r. związał się z meksykańskim Pumas UNAM, w barwach którego występował aż do swojego aresztowania w styczniu 2023 r. Po aresztowaniu zakończył karierę ze względu na toczące się wobec niego postępowanie karne.

## Kariera reprezentacyjna
Daniel Alves Da Silva występował w młodzieżowych reprezentacjach Brazylii. W dorosłej reprezentacji zadebiutował 10 października 2006 r. w meczu rozegranym w Göteborgu z Ekwadorem. Swoją pierwszą bramkę w reprezentacji Dani Alves strzelił w finale Copa America 2007 z Argentyną (3:0). Nie pojechał na MŚ 2018 z powodu kontuzji. Występował w zwycięskim dla reprezentacji Brazylii Copa América 2019, gdzie strzelił jedną bramkę w meczu fazy grupowej z Peru oraz został wybrany najlepszym zawodnikiem tego turnieju.

## Statystyki kariery
Stan na 22 maja 2022 roku
| Klub                | Sezon      | Liga  | Liga | Puchar kraju | Puchar kraju | Puchar ligi | Puchar ligi | Kontynentalne | Kontynentalne | Inne  | Inne | Razem | Razem |
| Klub                | Sezon      | Mecze | Gole | Mecze        | Gole         | Mecze       | Gole        | Mecze         | Gole          | Mecze | Gole | Mecze | Gole  |
| ------------------- | ---------- | ----- | ---- | ------------ | ------------ | ----------- | ----------- | ------------- | ------------- | ----- | ---- | ----- | ----- |
| EC Bahia            | 2001       | 6     | 0    | 0            | 0            | –           | –           | –             | –             | –     | –    | 6     | 0     |
| EC Bahia            | 2002       | 19    | 2    | 6            | 2            | –           | –           | –             | –             | 6     | 1    | 31    | 5     |
| EC Bahia            | Razem      | 25    | 2    | 6            | 2            | 0           | 0           | 0             | 0             | 6     | 1    | 37    | 5     |
| Sevilla FC          | 2002/03    | 10    | 0    | 1            | 0            | –           | –           | –             | –             | –     | –    | 11    | 0     |
| Sevilla FC          | 2003/04    | 29    | 1    | 7            | 1            | –           | –           | –             | –             | –     | –    | 36    | 2     |
| Sevilla FC          | 2004/05    | 33    | 2    | 5            | 0            | –           | –           | 9             | 0             | –     | –    | 47    | 2     |
| Sevilla FC          | 2005/06    | 36    | 3    | 2            | 0            | –           | –           | 14            | 0             | –     | –    | 52    | 3     |
| Sevilla FC          | 2006/07    | 34    | 3    | 8            | 0            | –           | –           | 14            | 2             | 1     | 0    | 57    | 5     |
| Sevilla FC          | 2007/08    | 33    | 2    | 3            | 0            | –           | –           | 8             | 2             | 3     | 0    | 47    | 4     |
| Sevilla FC          | Razem      | 175   | 11   | 26           | 1            | 0           | 0           | 45            | 4             | 4     | 0    | 250   | 16    |
| FC Barcelona        | 2008/09    | 34    | 5    | 8            | 0            | –           | –           | 12            | 0             | –     | –    | 54    | 5     |
| FC Barcelona        | 2009/10    | 29    | 3    | 3            | 0            | –           | –           | 11            | 0             | 5     | 0    | 48    | 3     |
| FC Barcelona        | 2010/11    | 35    | 2    | 5            | 0            | –           | –           | 12            | 2             | 2     | 0    | 54    | 4     |
| FC Barcelona        | 2011/12    | 33    | 2    | 5            | 1            | –           | –           | 10            | 0             | 4     | 0    | 52    | 3     |
| FC Barcelona        | 2012/13    | 30    | 0    | 6            | 0            | –           | –           | 10            | 1             | 1     | 0    | 47    | 1     |
| FC Barcelona        | 2013/14    | 27    | 2    | 5            | 0            | –           | –           | 8             | 2             | 2     | 0    | 42    | 4     |
| FC Barcelona        | 2014/15    | 30    | 0    | 5            | 0            | –           | –           | 11            | 0             | –     | –    | 46    | 0     |
| FC Barcelona        | 2015/16    | 30    | 2    | 5            | 2            | –           | –           | 7             | 1             | 4     | 0    | 46    | 5     |
| FC Barcelona        | Razem      | 247   | 14   | 43           | 2            | 0           | 0           | 82            | 5             | 19    | 0    | 391   | 21    |
| Juventus F.C.       | 2016/17    | 19    | 2    | 2            | 1            | –           | –           | 12            | 3             | 0     | 0    | 33    | 6     |
| Paris-Saint Germain | 2017/18    | 25    | 1    | 4            | 0            | 3           | 1           | 8             | 2             | 1     | 1    | 41    | 5     |
| Paris-Saint Germain | 2018/19    | 23    | 1    | 4            | 2            | 2           | 0           | 3             | 0             | 0     | 0    | 32    | 3     |
| Paris-Saint Germain | Razem      | 48    | 2    | 8            | 2            | 5           | 1           | 11            | 2             | 1     | 1    | 73    | 8     |
| São Paulo FC        | 2019       | 20    | 2    | –            | –            | –           | –           | –             | –             | –     | –    | 20    | 2     |
| São Paulo FC        | 2020       | 30    | 1    | 6            | 0            | –           | –           | 6             | 2             | 11    | 4    | 53    | 7     |
| São Paulo FC        | 2021       | 6     | 0    | 1            | 0            | –           | –           | 6             | 0             | 9     | 1    | 22    | 1     |
| São Paulo FC        | Razem      | 56    | 3    | 7            | 0            | 0           | 0           | 12            | 2             | 20    | 5    | 95    | 10    |
| FC Barcelona        | 2021/22    | 14    | 1    | 2            | 0            | –           | –           | 0             | 0             | 1     | 0    | 17    | 1     |
| W karierze          | W karierze | 583   | 34   | 94           | 8            | 6           | 2           | 162           | 15            | 51    | 7    | 896   | 66    |

## Sukcesy

### EC Bahia
- Copa do Nordeste: 2002

### Sevilla FC
- Puchar Króla: 2006/2007
- Superpuchar Hiszpanii: 2007
- Liga Europy UEFA: 2005/2006, 2006/2007
- Superpuchar Europy UEFA: 2006

### FC Barcelona
- Mistrzostwo Hiszpanii: 2008/2009, 2009/2010, 2010/2011, 2012/2013, 2014/2015, 2015/2016
- Puchar Króla: 2008/2009, 2011/2012, 2014/2015, 2015/2016
- Superpuchar Hiszpanii: 2009, 2010, 2011, 2013
- Liga Mistrzów UEFA: 2008/2009, 2010/2011, 2014/2015
- Superpuchar Europy UEFA: 2009, 2011, 2015
- Klubowe mistrzostwo świata: 2009, 2011, 2015

### Juventus
- Mistrzostwo Włoch: 2016/2017
- Puchar Włoch: 2016/2017

### Paris Saint-Germain
- Mistrzostwo Francji: 2017/2018, 2018/2019
- Puchar Francji: 2017/2018
- Puchar Ligi Francuskiej: 2017/2018
- Superpuchar Francji: 2017, 2018

Reprezentacja
- Igrzyska olimpijskie: 2020
- Copa América: 2007, 2019
- Puchar Konfederacji: 2009, 2013
- Mistrzostwa świata U-20: 2003

## Życie prywatne
Posiada także obywatelstwo hiszpańskie. Ma starszego o 4 lata brata Neya. Z byłą żoną Dinorą (rozwód w 2011 r.) ma dwoje dzieci: syna Daniela i córkę Victorię. W 2017 r. ożenił się z Joaną Sanz (separacja w marcu 2023 r.).

## Skazanie za przestępstwa seksualne w Katalonii
W 2023 oskarżony o napaść seksualną na kobietę w 2022. Od 2023 przebywa w areszcie w Katalonii bez możliwości zwolnienia za kaucją z uwagi na możliwość ucieczki do innego kraju. Początkowo piłkarz nie przyznawał się do odbycia stosunku z domniemaną ofiarą, jednak po kilku miesiącach potwierdził, że zdarzenie miało miejsce. W 2024 uznany za winnego przez kataloński sąd i skazany na 4,5 roku pozbawienia wolności oraz grzywnę w wysokości 150 tysięcy euro.